# Morti nel 1206
| Questa pagina contiene informazioni ricavate automaticamente dalle voci biografiche con l'ausilio del template Bio e di un bot. L'aggiornamento è periodico e automatico e ricostruisce completamente la pagina. Se manca una persona in questa lista, sei pregato di non aggiungerla, ma accertati piuttosto che la sua voce biografica contenga il template Bio e che i dati anagrafici siano correttamente compilati. Se il template Bio manca, inseriscilo tu stesso o, in alternativa, metti l'avviso {{tmp\|Bio}} che ne segnala la mancanza. Se i dati riportati sono sbagliati, correggi direttamente la voce biografica; le modifiche saranno visibili in questa lista entro pochi giorni. Per chiarimenti vedi il progetto biografie. La lista contiene solo le 19 persone che sono citate nell'enciclopedia e per le quali è stato implementato correttamente il template Bio. Pagina aggiornata al 10 giu 2025. |

- 14 gennaio - Simone II di Lorena, duca francese (n. 1140)
- 23 marzo - Giordano dei conti di Ceccano, cardinale italiano
- 5 aprile - Ottaviano Poli dei conti di Segni, cardinale e vescovo cattolico italiano
- 7 aprile - Federico I di Lorena, nobile
- 16 aprile - Kujō Yoshitsune, poeta giapponese (n. 1169)
- 4 giugno - Adèle di Champagne, nobildonna
- 4 giugno - Ako di Salaspils, militare lettone
- 30 luglio - Guy Paré, cardinale e arcivescovo cattolico francese
- Al-Jazari, matematico, inventore e ingegnere meccanico arabo (n. 1136)
- Kokochu, religioso mongolo
- Arduino di Valperga, vescovo cattolico italiano
- Artaldo di Belley, vescovo cattolico e monaco cristiano francese (n. 1101)
- Giovanni X di Costantinopoli, arcivescovo ortodosso bizantino
- Elia D'Altavilla, nobile italiano (n. 1125)
- Harald Maddadsson, conte
- Muhammad di Ghur (n. 1160)
- Pietro I di Arborea, sovrano
- Sigfrido III di Weimar-Orlamünde, nobile tedesco
- Leone Vetrano, ammiraglio italiano